# الحديدة (العدين)

تعديل مصدري - تعديل

الحديدة محلة تابعة لقرية الجحيف السافل، التابعة لعزلة بني عبد الله بمديرية العدين إحدى مديريات محافظة إب في الجمهورية اليمنية، بلغ تعداد سكانها 183 حسب تعداد اليمن لعام 2004.